# 接木キメラ

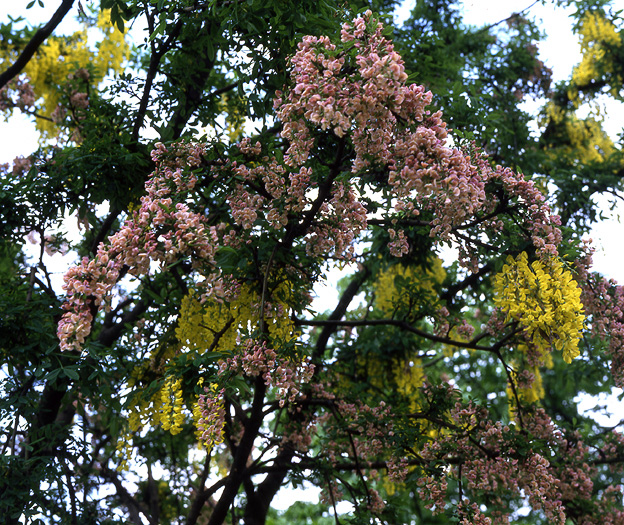
低木+Laburnocytisus 'Adamii'は接木キメラの注目に値する例である。

接木キメラ（つぎきキメラ、英: Graft-chimera）は、園芸の接木において台木と接ぎ穂との間の接触点に生じうるものであり、その「親」の性質の中間的性質を持つ。接木キメラは真の雑種ではなく、細胞の混合物であり、個々の細胞は「親」の一方の遺伝子型を持つ。つまりキメラである。したがって、かつて広く用いられた用語である「接木雑種」は誤った用語であり、現在は好ましくない。
繁殖はクローニングのみである。実際面では、接木キメラは不安定で有名であり、容易に「親」の一方に先祖返りしうる。

## 命名法
国際栽培植物命名規約（ICNCP）の第24条は、接木キメラを以下の2種類のいずれかを用いて命名することとしている。
- 式: 構成要素となる植物の学名を、アルファベット順にプラス記号 "+" で結び付ける
  - 例: Crataegus + Mespilus, Cytisus purpureus + Laburnum anagyroides
- 名称:
  - 構成要素となる植物が異なる属に分類される場合、一方の属名の一部を他方の属名の全体につなぎ "+" を前置することで接木キメラ属の名称を作ることができる。この名称はICNに従って正式発表された属名と一致していてはいけない。こうして作られた接木キメラ属の名称の後に、栽培品種名を置く。
    - 例: Crataegus monogynaとMespilus germanica（セイヨウカリン）の接木キメラは次のように命名することができる。まずCrataegusの一部をMespilusにつなげて、+ Crataegomespilusという名称を作る（これは両者の真の雑種に対して用いるICNに従った属名×Crataemespilusとは異なっている）。続いて栽培品種名を記して、+ Crataegomespilus 'Dardarii'とする。

  - 構成要素となる植物が同じ属に分類される場合、単にその属名の後ろに栽培品種名を置く。
    - 例: Syringa vulgaris（ライラック）とSyringa ×chinensis（ルーアンライラック）の接木キメラをSyringa 'Correlata'とする。プラス記号は使わない。

接木キメラは同時に2つの種であるため、種名を持つことができない。例えば、+ Laburnocytisus 'Adamii' はあたかも種であるかのごとく書かれていることがある (+ Laburnocytisus adamii) が、これは誤っている。